# Архангельское (Хохольский район)
Арха́нгельское — село в Хохольском районе Воронежской области России. Административный центр и единственный населённый пункт Архангельского сельского поселения.

## География
Село находится в северо-западной части Воронежской области, в лесостепной зоне, в пределах Среднерусской возвышенности, к западу от реки Дон, на расстоянии примерно 38 км (по прямой) к юго-востоку от посёлка городского типа Хохольский, административного центра района. Абсолютная высота — 95 м над уровнем моря.
Часовой пояс
Село Архангельское, как и вся Воронежская область, находится в часовой зоне МСК (московское время). Смещение применяемого времени относительно UTC составляет +3:00.

## Население
| 1859 | 1897  | 2010 | 2012 | 2013 | 2014 | 2015 |
| ---- | ----- | ---- | ---- | ---- | ---- | ---- |
| 1882 | ↗2655 | ↘509 | ↘505 | ↘504 | ↗533 | ↗541 |
| 2016 | 2017  | 2018 |      |      |      |      |
| ↘528 | ↗530  | ↗533 |      |      |      |      |

Гендерный состав
По данным Всероссийской переписи населения 2010 года, в гендерной структуре населения мужчины составляли 46 %, женщины — соответственно 54 %.
Национальный состав
Согласно результатам переписи 2002 года, в национальной структуре населения русские составляли 98 %.

## Улицы
| - ул. 50 лет Октября, - ул. Гагарина, - ул. Калинина, - ул. Карла Маркса, - ул. Кирова, | - ул. Красная Звезда, - ул. Красноармейская, - ул. Ленина, - ул. Мира, - ул. Орджоникидзе, | - ул. Садовая, - ул. Советская, - ул. Ф. Энгельса, - ул. Центральная. |

## Инфраструктура
В селе функционируют основная общеобразовательная школа, фельдшерско-акушерский пункт, дом культуры, библиотека и отделение Почты России.

## Известные уроженцы
- Андреев, Григорий Макарович (1894—1987) — советский военнослужащий, старший сержант, Герой Советского Союза.